# Joe Jonas
Joseph Adam Jonas (Casa Grande, 15 de Agosto de 1989) é um cantor, compositor, produtor musical e ator estadunidense. Joe participa do Jonas Brothers como vocalista, junto com seus irmãos Nick e Kevin.
Jonas ganhou o prêmio de "Melhor Fashionista", outorgado pela MTV. Ele lançou em 11 de Outubro de 2011, o seu primeiro álbum solo Fastlife, precedendo dois singles: "Just In Love" e "See No More". Além de fazer parte dos Jonas Brothers. Também é vocalista da banda DNCE.

## Vida pessoal

### Infância
Joe é o segundo filho de Denise Miller-Jonas e Paul Kevin Jonas. Desde muito pequeno Joe sempre soube como entreter qualquer visita que fosse a sua casa, contando piadas e fazendo palhaçadas. Joe gostava tanto desde trabalho que queria seguir a carreira de comediante. Ele é o segundo de quatro irmãos. O mais velho é o músico Kevin Jonas (nascido em 1987) e os cantores Nick Jonas (nascido em 1992) eFrankie Jonas (nascido em 2000).
Joe fez alguns comerciais quando pequeno até que seu irmão Nick foi fazer um teste para a peça de teatro "Oliver!", os diretores também queriam fazer um teste com Joe. Ele decorou suas falas para o teste no dia seguinte e ganhou o papel para ser Artful Dodger.

### Paixões por filmes e fotos
Joe sempre gostou muito pegar uma filmadora e gravar seus pais, irmãos e amigos. Muitas das fotos publicadas no livro oficial dos Jonas Brothers, Burning Up - On Tour With the Jonas Brothers, foram tiradas com sua Polaroid, que levou para sua turnê registrando tudo.

### Tatuagens
Quando foi para a África em 2010, Joe conheceu o emblema "help me and let me help you" (em português: me ajude e me deixe te ajudar), que é o símbolo de cooperação e interdependência. Ele ficou tão fascinado que tatuou a insígnia em seu braço direito.
Também localizado no seu braço direito, tem sua segunda tatuagem que é um símbolo que representa sua família: "duas cordas (seus pais) formam quatro pontas (ele e seus três irmãos)".
A última tatuagem de Joe seria um coração com uma seta abaixo que nunca foi revelado seu significado.

### Namoros
Em 2008, Joe e Taylor Swift tiveram um breve romance, de julho a outubro. A cantora assumiu estar apaixonada por ele em uma entrevista para a revista People: "Ele é um garoto incrível e qualquer uma que o namorasse seria a pessoa mais sortuda do mundo". Alguns meses depois Joe terminou com Taylor por telefone.
No início de 2009 Joe começou a namorar com a atriz brasilo-estadunidense Camilla Belle. O casal se conheceu nas filmagens do vídeo clipe "Lovebug", dos Jonas Brothers. Joe chegou a declarar que Camilla era a mulher da sua vida e que ele certamente se casaria com ela. Em julho de 2009, o romance chegou ao fim.
No dia 12 de março de 2010, Demi Lovato confirmou que ela e Joe começaram um namoro. Eles terminaram o relacionamento cerca de dois meses depois. Algum tempo depois, ainda em 2010, Joe começou um relacionamento com Ashley Greene, eles chegaram a morar juntos e segundo fontes, Joe abandonou o seu anel da castidade por Ashley. O romance durou quase um ano.
Namorou por dois anos a designer gráfica Blanda Eggenschwiler. O relacionamento chegou ao fim em agosto de 2014. E por último namorou a modelo Gigi Hadid, por cerca de 5 meses, o romance chegou ao fim em novembro de 2015.

### Casamento e paternidade
Desde 2019, ele está em um relacionamento com a atriz inglesa Sophie Turner, que interpretou Sansa Stark na série de televisão, Game Of Thrones da HBO. Em 15 de outubro de 2017, o casal anunciou oficialmente o noivado para o público em suas contas oficiais no Instagram. Em maio de 2019, se casaram em uma cerimônia simples na cidade de Las Vegas. Em junho de 2019, tiveram uma segunda cerimônia na França.
Em fevereiro de 2020, se tornou evidente que Joe Jonas e sua agora esposa Sophie Turner iriam ser pais e esperando o primeiro bebê juntos, apesar que o casal em si não confirmou a notícia, porém as fotografias novas feitas por paparazzis era visível uma barriga de grávida em Sophie.
Em 22 de julho de 2020, a sua esposa Sophie Turner deu à luz a primeira criança do casal, uma menina saudável e que recebeu o nome de: Willa Jonas, nascida em um hospital da cidade de Los Angeles.
Em 5 de julho de 2022, Sophie deu a luz a segunda filha do casal, Delphine Jonas. A gravidez também foi muito reservada tanto que só foi revelado oficialmente o nome da criança em maio de 2024.
Em meados de Setembro de 2023, saíram alguns boatos em que Joe e Sophie estariam se divorciando. Alguns dias depois o casal confirmou o divórcio em suas redes sociais, "Depois de 4 anos maravilhosos, decidimos mutuamente terminar nosso casamento de forma amigável. Há muitas especulações sobre o motivo, mas a verdade é que decidimos juntos e esperamos que possam respeitar nosso pedido por privacidade, por nós e por nossas filhas", disse Sophie.

### Religião
Quanto à sua religião, desde pequeno ele tinha, e ainda tem, um importante significado na família Jonas. Denise, sua mãe, era especialista em língua de sinais e trabalhava com programas religiosos dedicados aos deficientes auditivos. A vida do casal Jonas era bastante tumultuada, pois eles viajavam de igreja a igreja divulgando a sua religião.

## Carreira profissional

### 2004-2007: Início da carreira
Em 2004 Nick Jonas, trabalhou em seu primeiro álbum no qual foi ajudado por Kevin e Joe Jonas. Joe fazia a segunda voz no álbum dando um tom mais informal nas músicas. Em 2005 Kevin, Joe e Nick se apresentaram na sede da Columbia Records a convite do presidente da gravadora. O presidente quis assinar contrato com os irmãos e não só com o Nick, assim nasceu os Jonas Brothers. Com contrato assinado, os Jonas Brothers levaram mais de dois anos no processo de gravação e produção do álbum intitulado "It's About Time".
Em 27 de dezembro de 2005, o primeiro single de "It's About Time" foi lançado: "Mandy", o primeiro vídeo clipe estreou no TRL, da MTV, e alcançou a quarta posição na parada do programa. A música "Time for Me to Fly" entrou na trilha sonora do filme Aquamarine.
Em 8 de agosto de 2006, o CD foi lançado pela Columbia Records, restrito a apenas 60 mil cópias. Ainda sim os Jonas Brothers chegaram ao número 91 da parada da Billboard.
O segundo single, "Year 3000", foi lançado logo em seguida e tocava muito nas rádios, mas a Columbia Records não acreditou no potencial dos irmãos, por isso, não investiram na divulgação do álbum. Em 2007 os Jonas Brothers romperam o contrato com a gravadora. No mesmo ano os irmãos receberam uma proposta da Hollywood Records, gravadora da Disney.
Em 7 de agosto de 2007, os Jonas Brothers lançaram um álbum inteiramente escrito por eles, intitulado "Jonas Brothers". O álbum foi sucesso e em apenas uma semana, chegaram ao quinto lugar na lista da Billboard. Para ajudar na divulgação do álbum, eles saíram em turnê com Miley Cyrus e ganharam o prêmio como Revelação do Ano.
Com o sucesso Joe e seus irmãos gravaram seu primeiro filme com a Disney Channel: Camp Rock. Joe foi o coprotagonista do filme junto com Demi Lovato.
No verão de 2007, os Jonas Brothers fizeram uma participação especial na série Hannah Montana. O episódio foi um sucesso, tornou-se o episódio mais assistido da Disney até então.

### 2008: Camp Rock, A Little Bit Longer e Grammy
Em 2008 eles entraram em turnê, além disso fizeram uma parceria com Miley no filme Hannah Montana/Miley Cyrus: Best of Both Worlds. Também participaram dos jogos de verão do Disney Channel e participaram de dois reality shows, Band in a Bus e Living the Dream. O filme Camp Rock estreou em 20 de junho e atingiu quase 9 milhões de telespectadores no Disney Channel dos Estados Unidos.
O álbum "A Little Bit Longer" foi lançado em 12 de agosto e estreou na primeira posição nas paradas americanas. Com isso os Jonas Brothers saíram em mais um turnê,, divulgando os sucessos com a Burning Up Tour.
Em dezembro os Jonas Brothers receberam sua primeira indicação ao Grammy. Eles se apresentação na premiação e cantaram ao lado do Stevie Wonder.

### 2009: Filme 3D, Série de TV, Lines, Vines and Trying Times, Turnê Mundial e Camp Rock 2

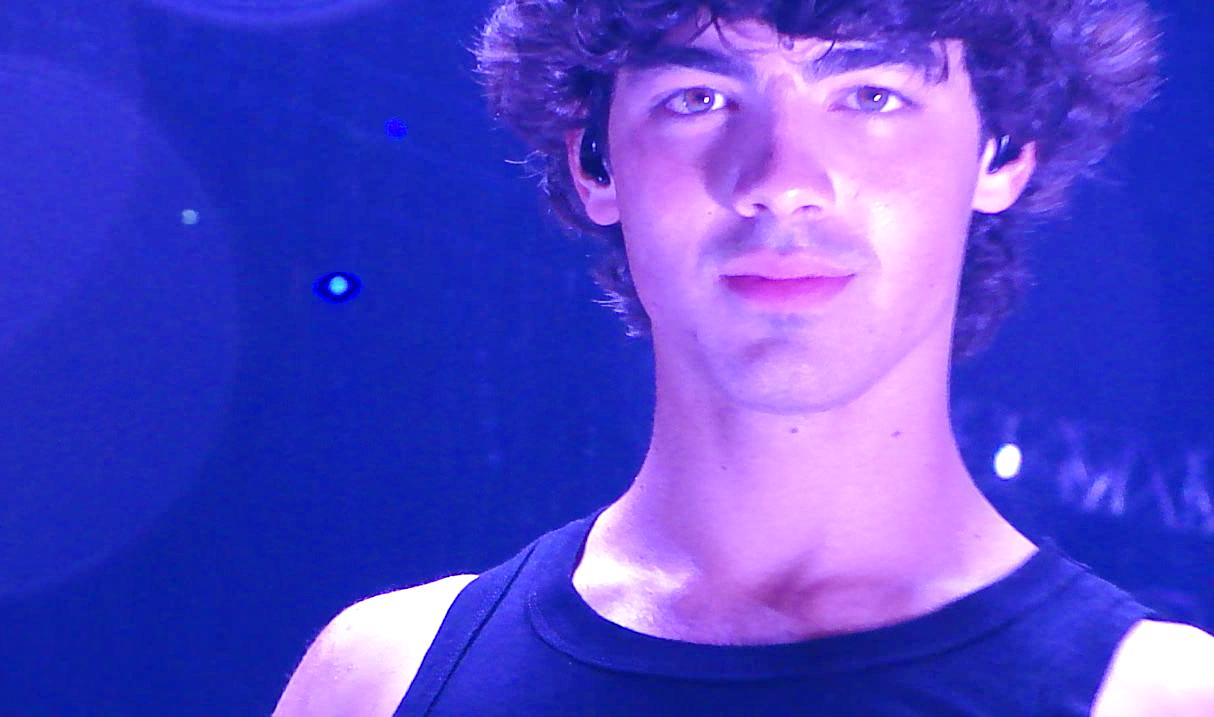

Com tanto sucesso foi lançado o filme em 3D, Jonas Brothers: The 3D Concert Experience, que estreou nos cinemas dos Estados Unidos no dia 27 de fevereiro, também foi lançado em DVD.
Em maio eles ganharam sua própria série de TV, intitulada JONAS, no canal Disney Channel.
O último álbum da banda, Lines, Vines and Trying Times, teve seu primeiro single, "Paranoid", lançado em 7 de maio. Para a divulgação do álbum, eles saíram finalmente em sua primeira turnê mundial. A estreia do álbum foi no dia 16 de junho. Chegou no topo da Billboard 200, vendendo 247 mil cópias nos Estados Unidos na primeira semana.
Com o sucesso de Camp Rock, a Disney resolveu produzir um segundo filme, as filmagens de Camp Rock 2 aconteceram em setembro e outubro.

### 2010: Homenagem ao Paul McCartney
Em 21 de março, estreou no Disney Channel, Living the Dream 2, o reality show foi gravado na Europa no ano anterior. Em julho, os Jonas Brothers se apresentaram pela segunda vez na Casa Branca, e desta vez prestaram uma homenagem ao artista Paul McCartney, cantando "Drive My Car".
Nesse ano também fizeram outra turnê com parte do elenco de Camp Rock 2 e com Demi Lovato.

### 2011: Carreira Solo

Capa do primeiro CD solo de Joe Jonas, Fastlife.

Foi anunciado em 19 de maio de 2010, que Joe planejava lançar um álbum solo.
Em 16 de maio de 2011 Joe anunciou o nome do seu primeiro single, chamado "See no More", que teve sua estreia em 3 de junho na estação de rádio top 40, B96, em Chicago. O single conta com a participação de Chris Brown.
Para a divulgação do álbum, Joe saiu em turnê com Jay Sean e JoJo pelos Estados Unidos, e logo depois, foi para Europa abrir os shows da Britney Spears.
Em 9 de setembro, seu segundo single "Just in Love" estreou no blog do apresentador Ryan Seacrest. O vídeo da música para a canção, foi filmado em Paris, e estreou no canal E! em 12 de setembro de 2011.
Em 11 de outubro o álbum intitulado Fastlife foi lançado através da Hollywood Records.
Sobre o título do álbum, Fastlife, Joe explicou dizendo: "Eu acho que minha vida tem sido tão louca e ocupada desde o ano passado, e eu meio que queria mostrar às pessoas um pouco mais do que minha vida é, de modo que tem sido uma experiência divertida". De acordo com ele, a diferença entre as músicas feito com seus irmãos e as canções em seu álbum solo é que eles são "mais urbano com elementos de música eletrônica".
Fastlife fez sua primeira aparição na Billboard 200 no n º 15.

### 2012: #Jonas Brothers2012
Em março de 2012 os Jonas Brothers anunciaram a sua volta como banda e o retorno aos estúdios. Kevin Jonas postou um vídeo de seus irmãos, Joe e Nick, fazendo músicas,, e usou a hashtag: #JonasBrothers2012.
No mês de abril foi apresentado a nova logo da banda, seguido de muitas mudanças na aparência.
Em maio foi anunciado a saída dos Jonas Brothers da gravadora Hollywood Records, a partir dai os irmãos trabalhariam com a própria empresa, Jonas Enterprises.
No dia 3 de junho, Joe fez parte da mesa de jurados do concurso de Miss USA 2012. Ele também participou do reality show The Choice, escolhendo uma entre várias candidatas para levar a um encontro. Joe também se apresentou no Philly's Fourth of July Jam no dia 4 de julho. Nick fez uma participação especial e juntos cantaram algumas músicas dos Jonas Brothers.
No dia 16 de agosto, estreou a competição musical The Next: Fame Is at Your Doorstep, em que Joe era um dos jurados na escolha da próxima grande estrela da música. Já no dia 17, foi anunciado o grande show da volta dos irmãos, o show ocorreu no dia 11 de outubro na Radio City Music Hall. O show foi transmitido ao vivo para o mundo todo.

### 2015: DNCE
Em setembro de 2015, Joe apresentou em seu Instagram sua nova banda, intitulada DNCE. Os integrantes, além de Joe Jonas, são Jin Joo, Cole Whittle e Jack Lawless. Atualmente a banda possui o single: Cake by the Ocean. Que faz parte do EP SWAAY  lançado dia 23 de outubro de 2015, que contem também os singles: Pay My Rent, Toothbrush e Jinx. Lançado pela gravadora Republic Records.

### 2016: DNCE Debut Álbum
Em 2016 a banda de Joe Jonas, DNCE abriram shows da turnê Revival da cantora Selena Gomez. Em 18 de novembro iram lançar o primeiro álbum, Debut contendo as músicas: DNCE, Body Moves, Cake By The Ocean, Doctor you, Toothbrush, Blown com a participação de Kent Jones, Good Day, Almost, Naked, Truthfully, Be Mean, Zoom, Pay My Rent e Unsweet.

## Turnê
| Ano       | Título                                                | Inicio                  | Fim                    | Notas |
| --------- | ----------------------------------------------------- | ----------------------- | ---------------------- | --- |
| 2005      | Jonas Brothers 2005 Fall Promo Tour                   | 8 de novembro de 2005   | 17 de dezembro de 2005 | |
| 2006      | Jonas Brothers American Club Tour                     | 28 de janeiro de 2006   | 3 de março de 2006     | |
| 2007      | Marvelous Party Tour                                  | 23 de junho de 2007     | 15 de outubro de 2007  | Também conhecida como Prom Tour                                                                                           |
| 2007-2008 | Hannah Montana/Miley Cyrus - Best Of Both Worlds Tour | 18 de outubro de 2007   | 9 de janeiro de 2008   | Show de abertura dos Jonas Brothers                                                                                       |
| 2008      | When You Look Me In The Eyes Tour                     | 31 de janeiro de 2008   | 22 de março de 2008    | Contrato com a Live Nation                                                                                                |
| 2008      | Avril Lavigne - Best Damm Tour                        | Maio de 2008            | Julho de 2008          | Show de abertura dos Jonas Brothers                                                                                       |
| 2008      | Burning Up Tour                                       | 4 de julho de 2008      | 5 de setembro de 2008  | Show de abertura da Demi Lovatoe participação especial de Taylor Swift, Avril Lavigne, The Veronicas e Robert Schwartzman |
| 2009      | Jonas Brothers World Tour 2009                        | 18 de maio de 2009      | 13 de dezembro de 2009 | Prêmio na categoria Eventful Fan's Choice Award no Billboard Touring                                                      |
| 2010      | Jonas Brothers Live in Concert World Tour 2010        | 7 de agosto de 2010     | 18 de novembro de 2010 | Show de abertura da Demi Lovato e todo o elenco de Camp Rock 2.                                                           |
| 2013      | Jonas Brothers Latin America Tour 2013                | 20 de fevereiro de 2013 | 21 de março de 2013    | |

## Discografia

### Álbuns de estúdio
- 2011: Fastlife
- 2016: Debut

## Filmografia

### Filmes
| Ano  | Título                                                     | Papel      | Notas                                                      |
| ---- | ---------------------------------------------------------- | ---------- | ---------------------------------------------------------- |
| 2008 | Camp Rock                                                  | Shane Gray | Visto por 8,9 milhões de telespectadores na estreia        |
| 2008 | Hannah Montana & Miley Cyrus - Best of Both Worlds Concert | Joe Jonas  | Lançado nos cinemas com as participações dos irmãos Jonas  |
| 2009 | Jonas Brothers 3D: O Show                                  | Joe Jonas  | Participação especial de Demi Lovato e Taylor Swift        |
| 2009 | Uma Noite no Museu 2                                       | Cupido     | A música "Fly With Me" fez parte da trilha sonora do filme |
| 2010 | Camp Rock 2: The Final Jam                                 | Shane Gray | Visto por 8 milhões de telespectadores na estreia          |
| 2016 | Zoolander 2                                                | Ele mesmo  | Aparição rápida                                            |
| 2018 | Hotel Transylvania 3: Umas Férias Monstruosas              | Kraken     | Voz                                                        |

### Televisão
| Ano  |  | Título                        | Papel        | Notas                                                                                                  |
| ---- |  | ----------------------------- | ------------ | --- |
| 2007 |  | Hannah Montana                | Joe Jonas    | Visto por mais de 10,7 milhões de pessoas no dia da estreia                                            |
| 2008 |  | Disney Channel Games          | Joe Jonas    | Joe fez parte da equipe verde, nomeada "Os Ciclones"                                                   |
| 2008 |  | Living the Dream              | Joe Jonas    | Bastidores da turnê When You Look Me In The Eyes Tour                                                  |
| 2008 |  | Jonas Brothers: Band in a Bus | Joe Jonas    | Bastidores dentro de um ônibus durante a Best of Both Worlds Tour com a Miley Cyrus                    |
| 2009 |  | JONAS                         | Joe Jonas    | A série foi indicada em 4 categorias do Teen Choice Awards 2009 e venceu 3                             |
| 2010 |  | Jonas L.A                     | Joe Jonas    | A série foi cancelada no mesmo ano por causa de baixa audiência                                        |
| 2010 |  | Hot in Cleveland              | Will Moretti | Episódio "Good Luck Faking the Goiter", que foi ao ar 11 de agosto                                     |
| 2010 |  | 90210                         | Joe Jonas    | Oitavo episódio da terceira temporada, foi ao ar 8 de novembro e teve um grande acréscimo de audiência |
| 2010 |  | Sunny Entre Estrelas          | Joe Jonas    | Estrelado por Demi Lovato que na época namorava Joe, foi ao ar 17 de dezembro                          |
| 2012 |  | Hot in Cleveland              | Will Moretti | Noivo da personagem interpretada por Jennifer Love Hewitt, foi ao ar 25 de janeiro                     |
| 2015 |  | I Can Do That                 | Joe Jonas    | Programa de TV que teve início no dia 26 de maio de 2015 e terminou no dia 30 de junho de 2015         |
| 2018 |  | The Voice                     | Joe Jonas    | Australia                                                                                              |
| 2020 |  | Cup Of Joe                    | Joe Jonas    | Programa de viagens para o Quibi, com oito episódios.                                                  |